# گذرنامه اتیوپیایی

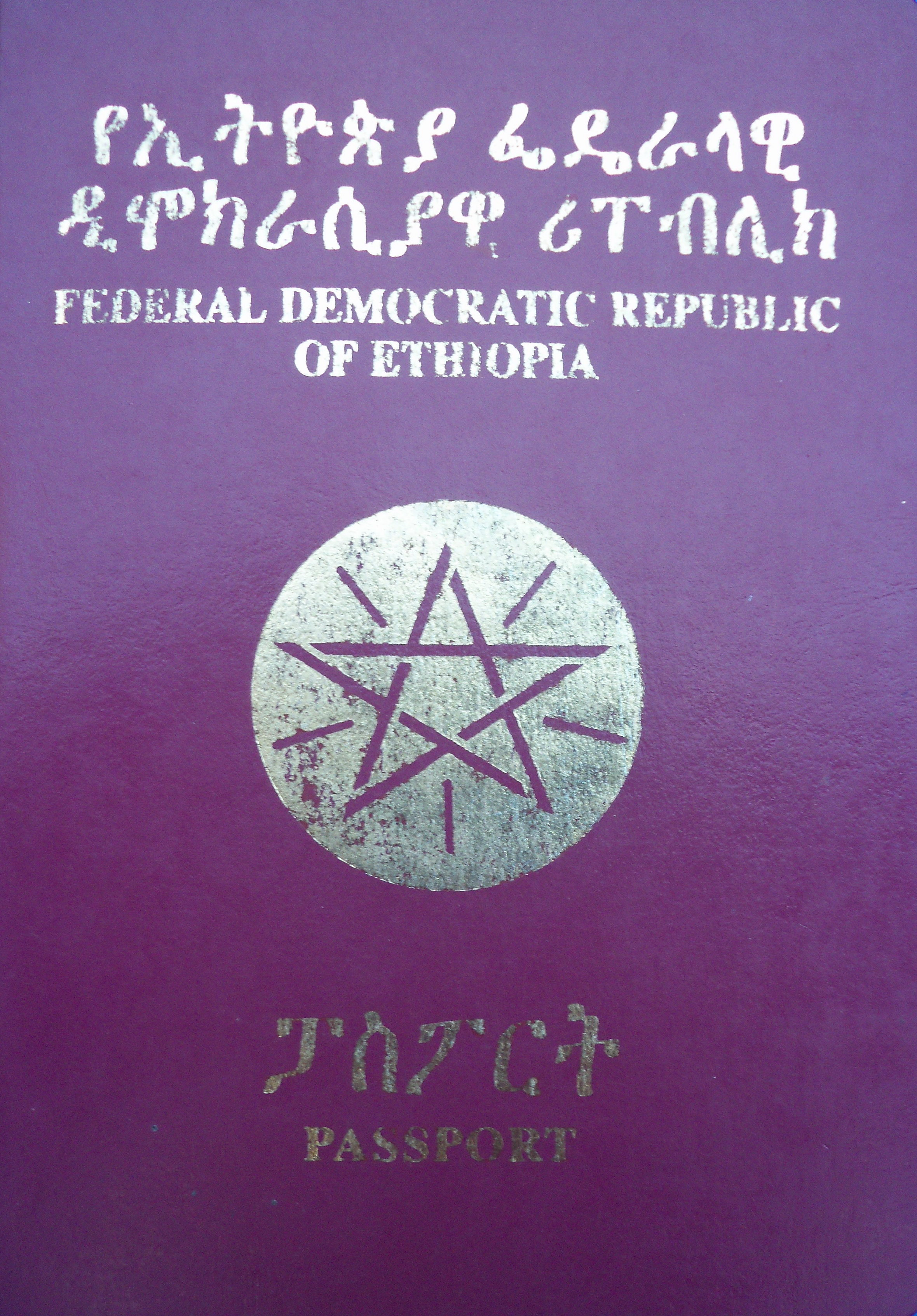
نمایی از یک‌نسخه گذرنامهٔ اتیوپیایی در سال ۲۰۱۳

گذرنامهٔ اتیوپیایی یک مدرک سفر بین‌المللی است که توسط کشور اتیوپی صادر می‌شود و بنا بر داده‌های سال ۲۰۲۳، دارندگان آن می‌توانستند به ۴۶ کشور دیگر بدون دریافت ویزا سفر کنند یا ویزا در بدو ورود دریافت نمایند. این گذرنامه بر اساس رتبه‌بندی شاخص گذرنامهٔ هنلی در سال ۲۰۲۳ در رتبهٔ ۹۷ قرار داشت.